# Altare maggiore
L'altare maggiore, nella chiesa cattolica e nelle altre confessioni cristiane che celebrano il carattere sacrificale dell'eucaristia, è l'altare principale della chiesa, sul quale vengono tenute le regolari celebrazioni eucaristiche.
La sua posizione è sempre di rilievo e si trova solitamente nel presbiterio, nell'abside, in asse verticale con la cupola (se presente) o all'incrocio tra la navata e il transetto.
All'interno del panorama artistico dell'edificio religioso antico è, generalmente, l'altare più curato in fatto di decorazioni pittoriche e scultoree, arricchito da pale, polittici o altre raffigurazioni del santo o del tema religioso cui è dedicata la chiesa.

## Altare postconciliare
Con l'adeguamento liturgico delle chiese seguito al Concilio Vaticano II, negli edifici costruiti a partire dagli anni sessanta, di solito è l'unico altare presente nell'edificio e presenta caratteri decorativi e architettonici più sobri ed essenziali, pur mantenendo una posizione centrale nello spazio religioso.

## Esempi di altare maggiore

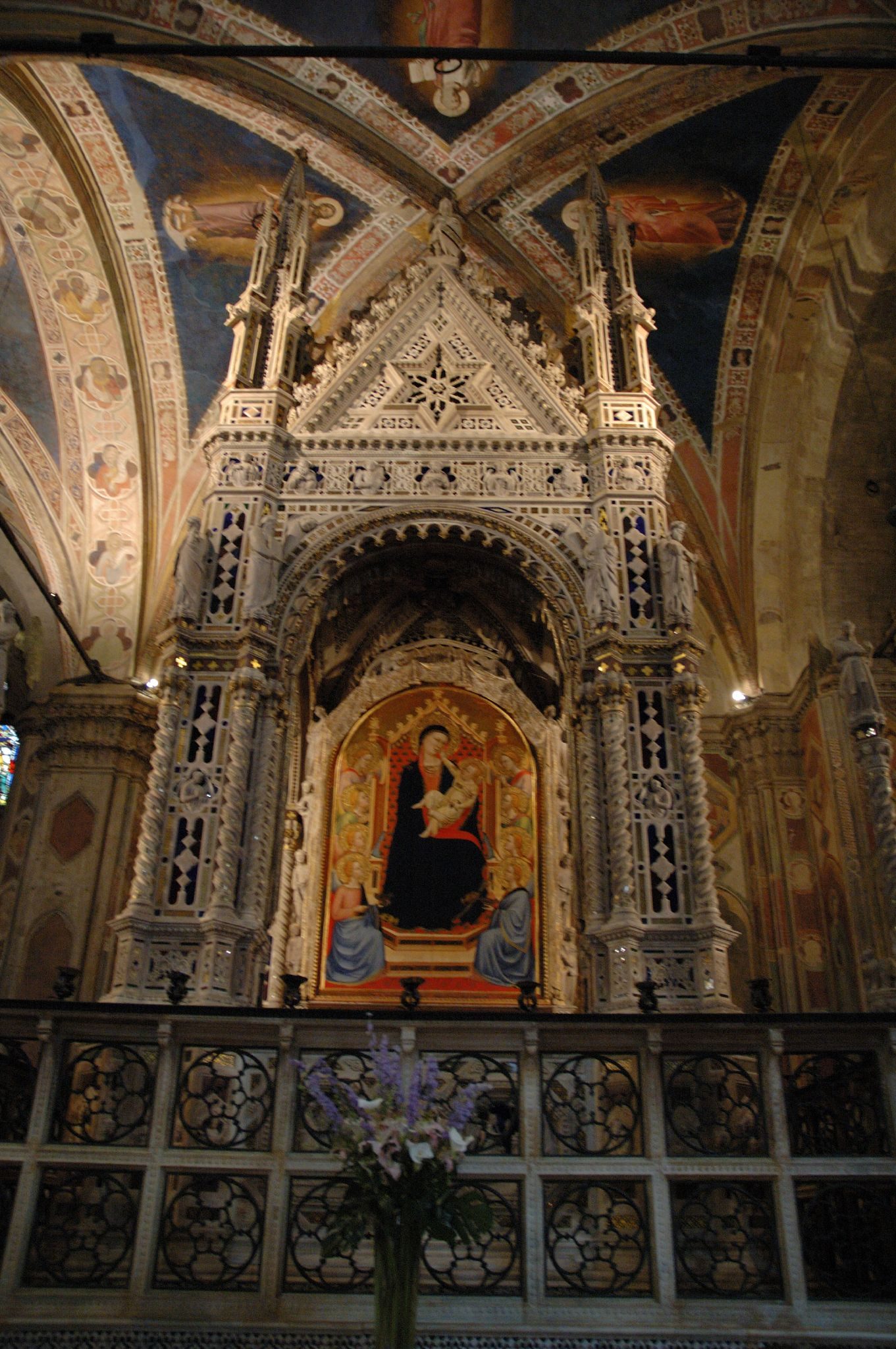
Orsanmichele (Firenze)
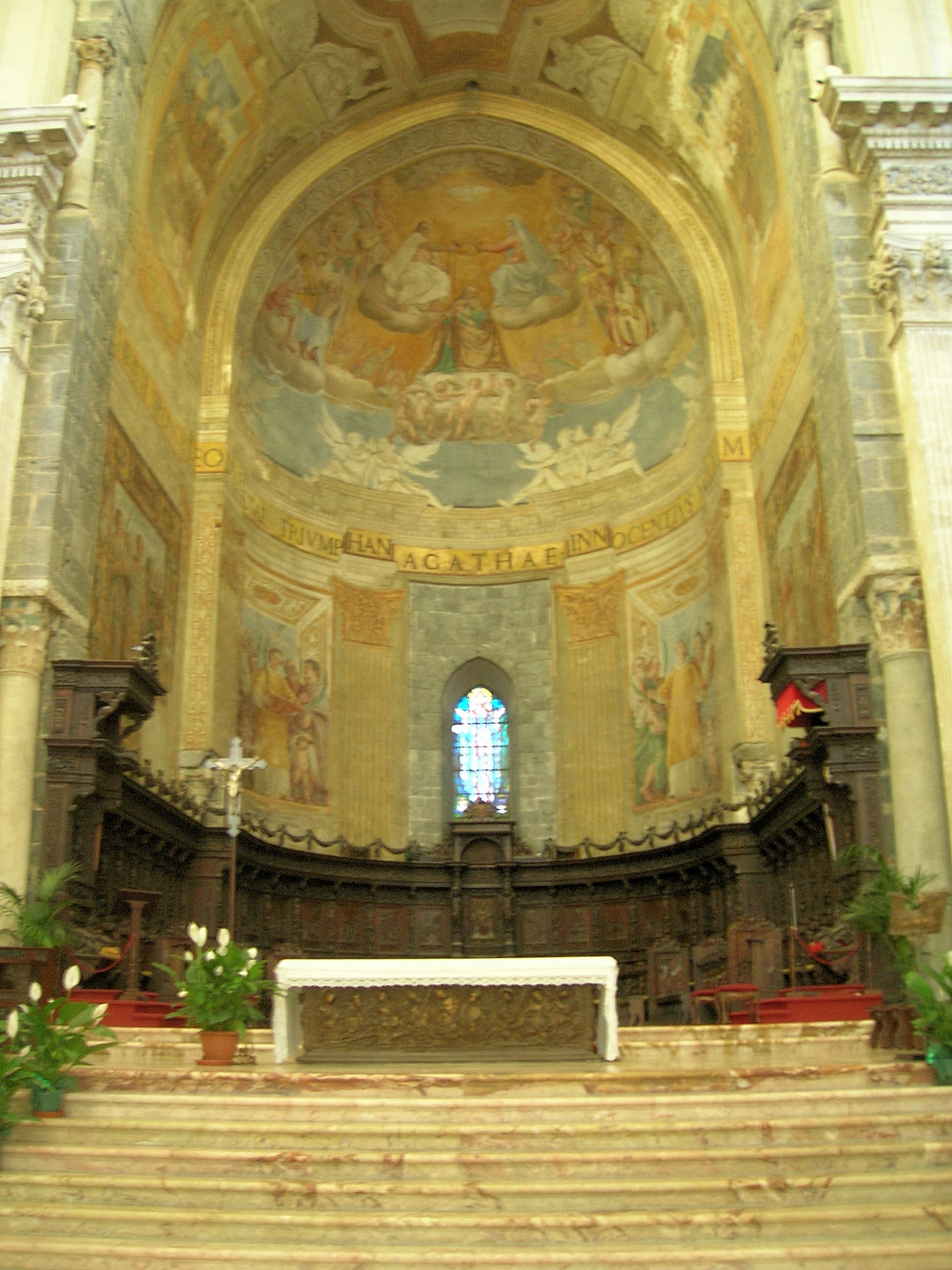
Cattedrale di Sant'Agata (Catania)
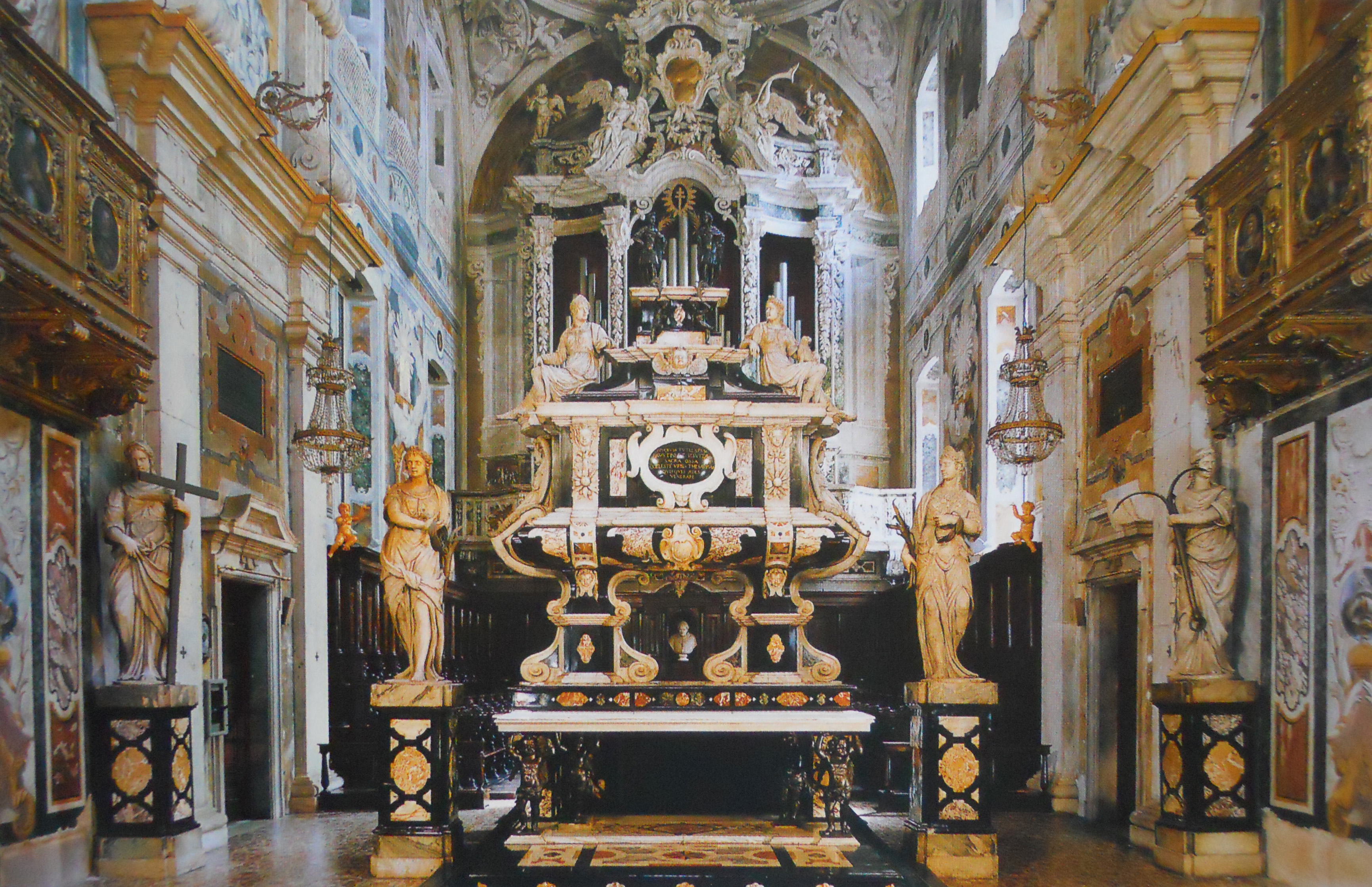
Chiesa dei Santi Faustino e Giovita (Brescia)
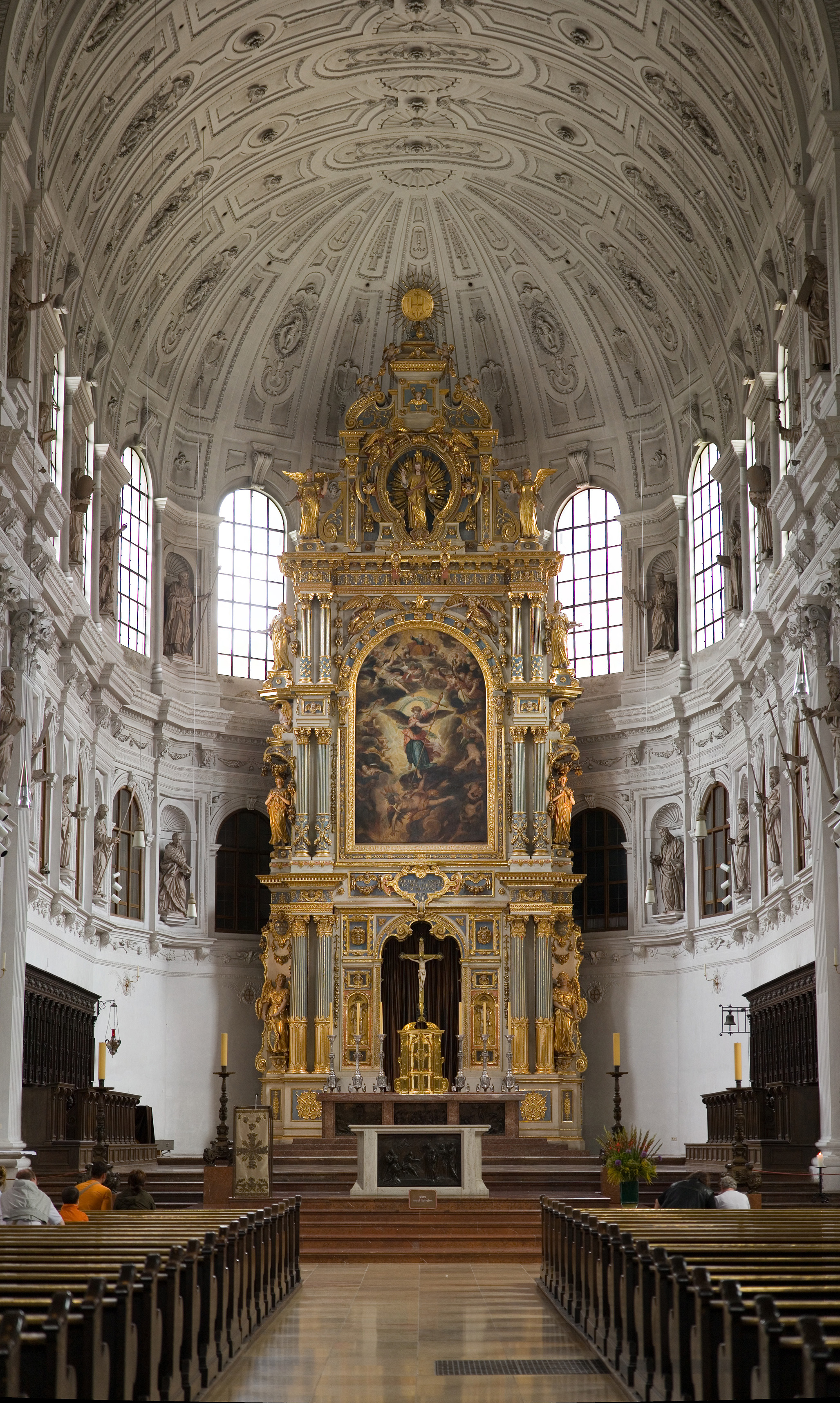
Chiesa di San Michele (Monaco di Baviera)
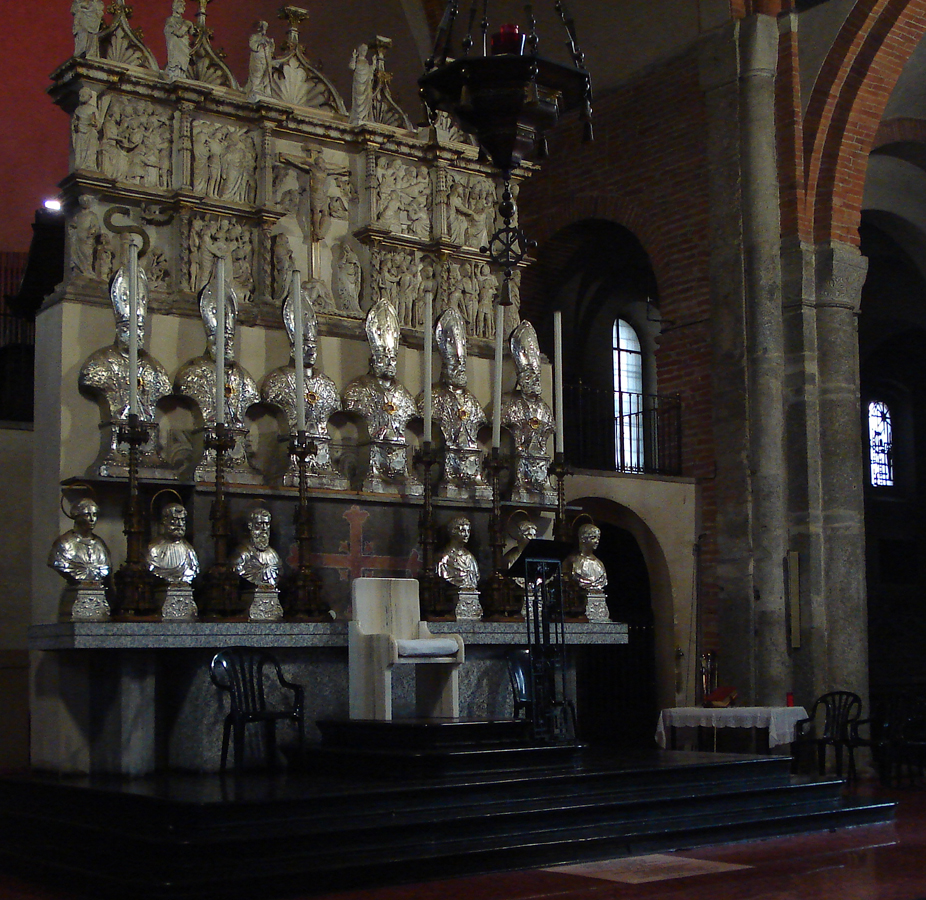
Basilica di Sant'Eustorgio (Milano)